# Powiat de Gorlice
Le powiat de Gorlice (en polonais : powiat gorlicki) est un powiat polonais appartenant à la voïvodie de Petite-Pologne.

## Division administrative
Le powiat compte 10 communes :
- 1 commune urbaine : Gorlice ;
- 8 communes rurales : Bobowa, Gorlice, Lipinki, Łużna, Moszczenica, Ropa, Sękowa et Uście Gorlickie ;
- 1 commune mixte : Biecz.